# 邢台站
邢台站位于中华人民共和国河北省邢台市襄都区与信都区交界处，是京广铁路与和邢铁路上的火车站，建于1903年，由中国铁路北京局集团邯郸车务段管辖。

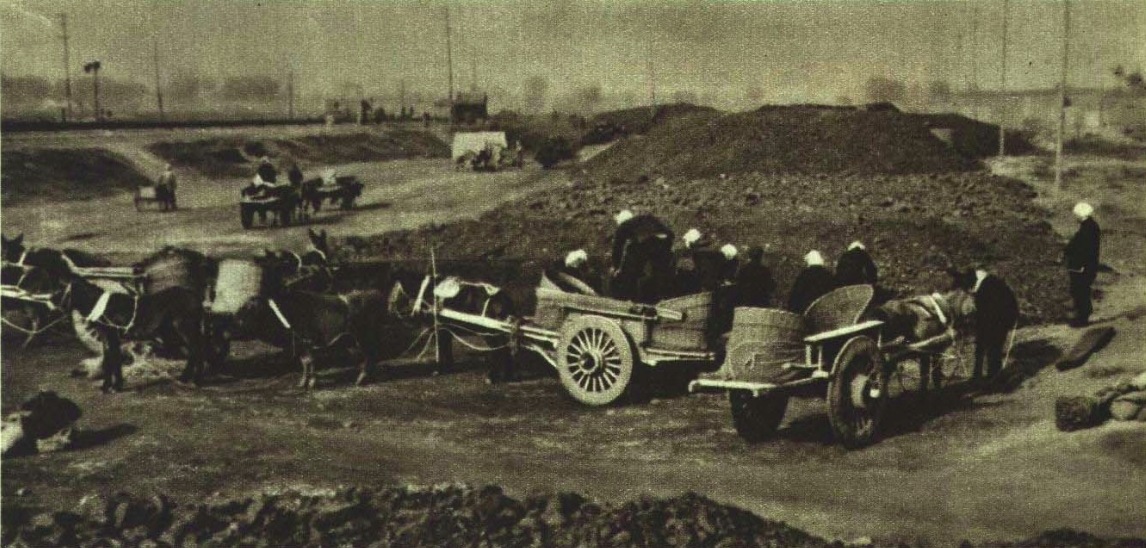
1952年的邢台车站

## 车站结构
邢台站目前使用的站房建于1990年。候车大厅上方采用三组四块组合型双曲抛物面扭壳结构屋盖覆盖，每个方厅平面尺寸均为24米×24米。售票处位于候车室南侧，行包房位于候车室北侧。

### 站场

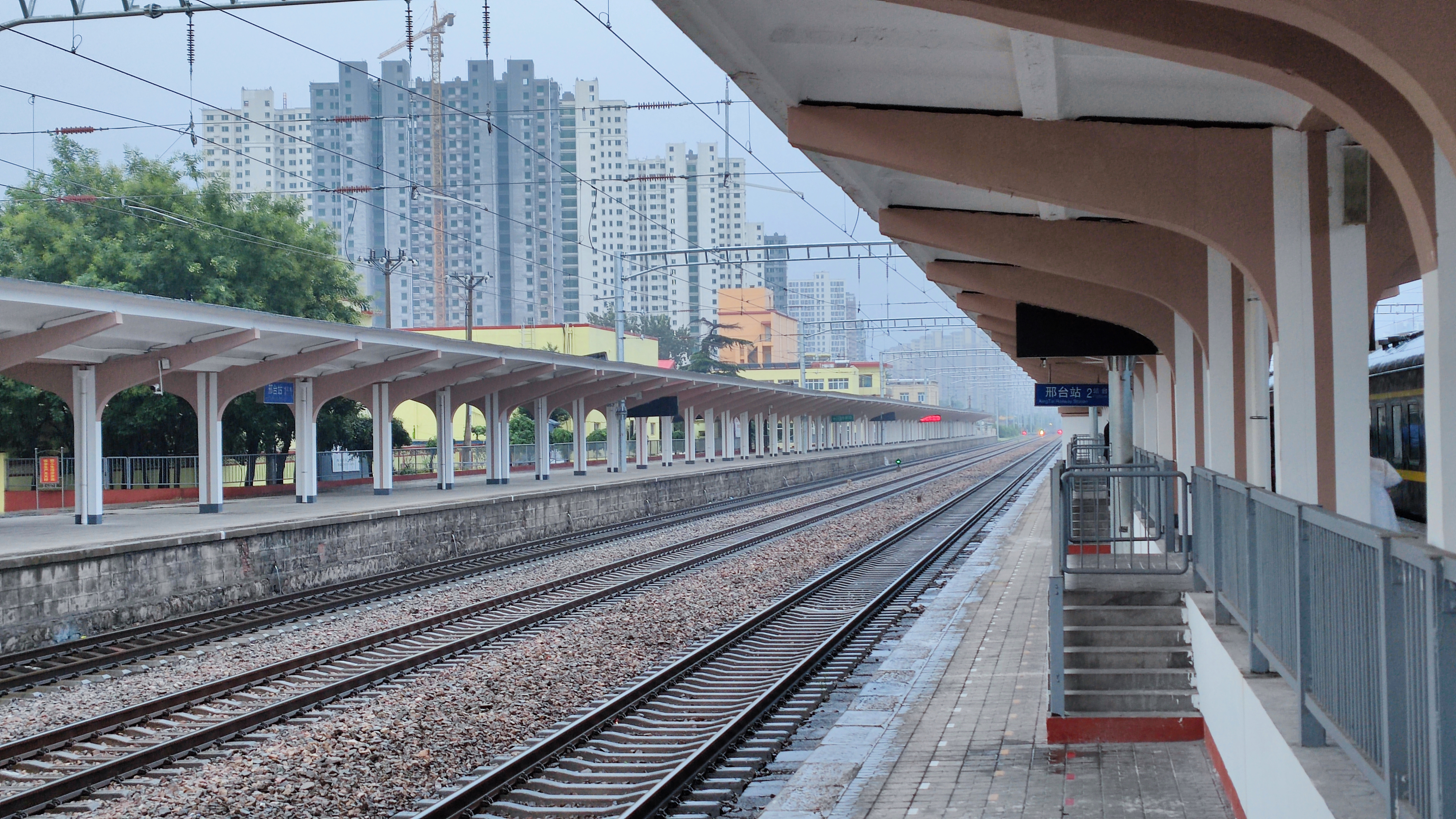
车站站台

邢台站设有8条到发线（含2条正线）和7条调车线，货场位于广州端咽喉。北京咽喉端设有晶牛玻璃、薄板厂专用线；广州端则设有通往粮库、陶料场、冶金和邢台钢铁等单位的专用线。和邢铁路建设时在本站和小康庄站间建设第三线、并新建机务折返段，为此车站增加2条到发线和1条调车线。

邢台站和站前广场

| 西   | 到发线（北京丰台方向）                |
|      | ↑3号站台（高站台） ↓2号站台（低站台） |
|      | 京广线上行正线 北京丰台方向→          |
|      | ←京广线下行正线 广州方向              |
|      | 到发线（广州站方向）                  |
| 东   | 1号站台                               |
| 站房 | 售票处、安检、检票口、出站口          |